# Нехањице
Нехањице (чеш. Nechanice) град је у Чешкој Републици. Град се налази у управној јединици Краловехрадечки крај, у оквиру којег припада округу Храдец Кралове.

## Становништво
Према подацима о броју становника из 2014. године град је имао 2.271 становника.